# Гольяж
Гольяж — деревня в Кольчугинском районе Владимирской области России, входит в состав городского поселения Кольчугино.

## География
Деревня расположена на берегу Кольчугинского водохранилища (река Пекша) в 5 км на север от райцентра города Кольчугино.

## История
В XIX — начале XX века деревня входила в состав Давыдовской волости Юрьевского уезда, с 1925 года — в составе Кольчугинской волости Александровского уезда. В 1859 году в деревне числилось 10 дворов, в 1905 году — 49 дворов, в 1926 году — 65 дворов,.
С 1929 года деревня входила в состав Литвиновского сельсовета Кольчугинского района, с 2005 года — в составе городского поселения Кольчугино.

## Население
| 1859 | 1905 | 1926 | 2002 | 2010 | 2021 |
| ---- | ---- | ---- | ---- | ---- | ---- |
| 74   | ↗255 | ↗368 | ↘58  | ↘55  | ↗101 |

## Транспорт
Деревня связана с городом Кольчугино автобусным маршрутом № 5 «Гольяж — улица Максимова».